# Chute de Césarée
La chute de Césarée est un événement historique ayant eu lieu le 26 janvier 1265, quand les Mamelouks menés par Baybars réussirent à capturer la cité de Césarée, dans le royaume de Jérusalem.
Pendant le siège de la ville par les armées mamelouks, le sultan Baybars ordonna à ses troupes d'escalader les murs à plusieurs endroits simultanément, leur permettant ainsi de pénétrer dans la ville.
Après la prise de Césarée, Baybars fit détruire complètement la ville fortifiée afin d'empêcher sa réémergence en tant que bastion croisé, conformément à ce qu'il a pratiqué dans d'autres anciennes villes côtières croisées. Pendant la période mamelouk qui suivit, les ruines de l'ancienne Césarée et de la ville fortifiée croisée sont restées inhabitées.
Au début du XIVe siècle, le géographe et historien Al-Dimashqi, écrivit que la ville de « Kaisariyyah » appartenait au royaume de Ghazza.